# Kinver
Kinver es una parroquia civil y un pueblo del distrito de South Staffordshire, en el condado de Staffordshire (Inglaterra).

## Geografía
Según la Oficina Nacional de Estadística británica, Kinver tiene una superficie de 41,96 km².

## Demografía
Según el censo de 2001, Kinver tenía 6805 habitantes (48,55% varones, 51,45% mujeres) y una densidad de población de 162,18 hab/km². El 16,72% eran menores de 16 años, el 73,61% tenían entre 16 y 74, y el 9,67% eran mayores de 74. La media de edad era de 44,19 años. Del total de habitantes con 16 o más años, el 19,66% estaban solteros, el 63,76% casados, y el 16,59% divorciados o viudos.
Según su grupo étnico, el 98,82% de los habitantes eran blancos, el 0,57% mestizos, el 0,29% asiáticos, el 0,1% negros, y el 0,21% chinos. La mayor parte (98,1%) eran originarios del Reino Unido. El resto de países europeos englobaban al 0,69% de la población, mientras que el 1,2% había nacido en cualquier otro lugar. El cristianismo era profesado por el 82,2%, el budismo por el 0,18%, el hinduismo por el 0,21%, el judaísmo por el 0,07%, el islam por el 0,1%, el sijismo por el 0,04%, y cualquier otra religión por el 0,18%. El 10,42% no eran religiosos y el 6,6% no marcaron ninguna opción en el censo.
Había 2819 hogares con residentes, 84 vacíos, y 5 eran alojamientos vacacionales o segundas residencias.